# جائزة الأوسكار لأفضل ممثلة مساعدة
جائزة الأوسكار لأفضل ممثلة مساعدة عبارة عن أحد الجوائز التي تمنحها أكاديمية الفنون والعلوم السينمائية التي تعتبر أكاديمية فخرية وليست أكاديمية تعليمية ومقرها في كاليفورنيا في الولايات المتحدة لتكريم الممثلات اللاتي قدمن أداء متميز في الأفلام . تتم الترشيحات عن هذه الفئة من قبل أعضاء الأكاديمية الممثلين ذكورا وإناثا، في حين أن الفائزين يتم اختيارهم من قبل جميع أعضاء الأكاديمية .
لم يفز بالجائزة أكثر من مرة غير ممثلتين اثنين فقط وهما شيلي وينترز (بالإنجليزية: Shelley Winters) وقد فازت بالجائزة مرتين في الأعوام 1959 و 1965 وديان ويست (بالإنجليزية: Dianne Wiest) وقد فازت بالجائزة مرتين في الأعوام 1986 و 1994.
أكثر ممثلة حصلت على عدد من الترشيحات هي ثيلما ريتر (بالإنجليزية: Thelma Ritter) وقد حصلت على ستّة ترشيحات ولكنها لم تفز بالجائزة في أية مرة، وتحمل ثيلما ريتر أيضا الرقم القياسي لأكثر عدد ترشيحات في سنوات متتالية (أربع سنوات متتالية من 1950-1953) وتليها الممثلة غلين كلوز (بالإنجليزية: Glenn Close) وقد حصلت على ثلاثة ترشيحات في سنوات متتالية (من 1982-1984).

## أرقام قياسية
- أصغر ممثلة سنّا فازت بالجائزة هي تاتوم أونيل (بالإنجليزية: Tatum O’Neal) وقد كان عمرها 10 أعوام عندما فازت بالجائزة عن فيلم (Paper Moon) عام 1973.
- أكبر ممثلة سنّا فازت بالجائزة هي بيغي أشكروفت (بالإنجليزية: Peggy Ashcroft) وقد كان عمرها 77 عاما عندما فازت بالجائزة عن فيلم (A Passage for India) عام 1984.و اوكافياسبينسر عن فيلم المساعدة
- أصغر ممثلة سنّا تم ترشيحها للجائزة هي تاتوم أونيل (بالإنجليزية: Tatum O’Neal) وقد كان عمرها 10 أعوام عندما تم ترشيحها عن فيلم (Paper Moon) عام 1973.
- أكبر ممثلة سنّا تم ترشيحها للجائزة هي غلوريا ستيوارت (بالإنجليزية: Gloria Stuart) وقد كان عمرها 87 عاما عندما تم ترشيحها عن فيلم (Titanic) عام 1997.

## قائمة بأسماء الفائزات بالجائزة
فيما يلي قائمة بأسماء الممثلتات الفائزات بجائزة جائزة الأوسكار عن فئة أفضل ممثلة مساعدة مرتبة تنازليا حسب الأعوام.

### الفائزات في الاعوام 2010 إلى 2015
- عام 2010: أليسيا فيكاندير عن فيلم الفتاة الدانماركية (فيلم)
- عام 2011: باتريشيا أركيت عن فيلم صبا (فيلم)
- عام 2012: لوبيتا نيونقو عن فيلم 12 سنة عبد
- عام 2013: آن هاثاواي عن فيلم البؤساء (فيلم 2012)
- عام 2014: اوكتافيا سبنسر عن فيلم تعليمات (فيلم)
- عام 2015: ميليسا ليو عن فيلم المقاتل (فيلم)

### الفائزات في الأعوام 2009 إلى 2000
- عام 2009: مونيك عن فيلم ثمينة (فيلم)
- عام 2008: بينيلوب كروز عن فيلم فيكي كريستينا برشلونة
- عام 2007: تيلدا سوينتون عن فيلم مايكل كلايتون
- عام 2006: جنيفر هدسون عن فيلم فتيات الحلم
- عام 2005: ريتشل وايز عن فيلم البستاني المخلص
- عام 2004: كيت بلانشيت عن فيلم الطيار
- عام 2003: رينيه زيلويجر عن فيلم Cold Mountain
- عام 2002: كاثرين زيتا جونز عن فيلم شيكاغو.
- عام 2001: جينيفر كونيلي عن فيلم عقل جميل
- عام 2000: مارسيا غاي هاردن عن فيلم بلوق (سمك)

### الفائزات في الأعوام 1999 إلى 1990
- عام 1999: أنجلينا جولي عن فيلم مذكرات فتاة قوطعت
- عام 1998: جودي دينش عن فيلم شكسبير في الحب
- عام 1997: كيم باسنجر عن فيلم L.A. Confidential
- عام 1996: جولييت بينوش عن فيلم المريض الإنجليزي
- عام 1995: ميرا سورفينو عن فيلم أفروديت القوية (فيلم)
- عام 1994: ديان ويست عن فيلم رصاص في برودواي (فيلم)
- عام 1993: آنا باكوين عن فيلم البيانو
- عام 1992: ماريسا تومي عن فيلم My Cousin vinny
- عام 1991: ميرسيدس رويل عن فيلم The Fischer King
- عام 1990: ووبي جولدبرج عن فيلم الشبح (فيلم 1990)

### الفائزات في الأعوام 1989 إلى 1980
- عام 1989: بريندا فريكر عن فيلم قدمي اليسرى (فيلم)
- عام 1988: جينا ديفيس عن فيلم The Accidental Tourist
- عام 1987: أولمبيا دوكاكيس عن فيلم مجذوبة القمر (فيلم)
- عام 1986: ديان ويست عن فيلم هانا وأخواتها (فيلم)
- عام 1985: أنجيليكا هيوستن عن فيلم شرف بريتزي (فيلم)
- عام 1984: بيغي أشكروفت عن فيلم A Passage to India
- عام 1983: ليندا هانت عن فيلم The Year of Living Dangerously
- عام 1982: جيسيكا لانج عن فيلم توتسي (فيلم)
- عام 1981: مورين ستابلتون عن فيلم Reds
- عام 1980: ماري ستينبرجن عن فيلم ملفن وهاورد (فيلم)